# Oingo Boingo
Az Oingo Boingo egy 1979-től 1995-ig működött amerikai new wave/ska együttes volt. Lemezeiket az I.R.S. Records, MCA Records, Giant Records, A&M Records kiadók jelentették meg. Itt kezdte a karrierjét Danny Elfman is, aki később több ismert televíziós sorozat és film zenéjét is szerezte. 
A zenekar eredetileg 1972-ben alapult The Mystic Knights of the Oingo Boingo néven, ekkor még utcaszínházi zenekar volt. Danny Elfman 1979-ben döntött úgy, hogy elkötelezett rockzenekarként kéne folytatniuk, Oingo Boingo néven. Híresek voltak a nagy energiájú, bolondos koncertjeikről, a punk, a ska, a rock, a pop, a jazz elemek ötvözésével lehet leírni zenéjüket, több más műfaj mellett. A zenekar munkássága 17 évig tartott, különböző stílusokkal és tagfelállásokkal. Legismertebb dalai közé tartozik az "Only a Lad", a "Little Girls" a "Dead Man's Party" és a "Weird Science".
A zenekar több alkalommal is átélt tagcseréket, Leon Schneiderman, Dale Turner, Sam Phipps, Danny Elfman, Steve Bartek és John "Vatos" Hernandez pedig a történelem nagy részében állandó tagok voltak. Oingo Boingo népszerűséget ért el Dél-Kaliforniában. A 80-as évek közepén a zenekar pop-orientáltabb stílust vett fel, majd 1994-ben jelentős műfajváltást hajtott végre az alternatív rock felé. Ekkor az elnevezést egyszerűen Boingora rövidítették és a billentyűs és trombita szekció eltűnt. A zenekar búcsúkoncertet adott Halloweenkor 1995-ben, amelyen visszatértek az Oingo Boingo névhez és újra felvették a trombita szekciót.

## Tagjai
- Leon Schneiderman - vokál, ütős hangszerek, bariton és alto ének (1972-1995)
- Dale Turner - trombita, harsona, ütős hangszerek, gitár, vokál (1972-1995)
- Sam Phillips (Sluggo) - tenor és szopránszaxofon, klarinét, ütős hangszerek, vokál, furulya (1973-1995)
- Danny Elfman - ének, gitár, ütős hangszerek, harsona, hegedű, az együttes frontembere (1974-1995)
- Steve Bartek - gitár, vokál, ütős hangszerek, harmonika (1976-1995)
- John Hernandez (Vatos) - dob, ütős hangszerek (1978-1995)
- Kerry Hatch - szintetizátor, basszusgitár, ütős hangszerek, vokál (1979-1984)
- Richard Gibbs - billentyűk, szintetizátor, harsona, vokál, ütős hangszerek (1980-1983)
- John Avila - basszusgitár, szintetizátor, vokál, ütős hangszerek, harmonika (1984-1995)
- Michael Bacich - billentyűk, vokál (1984-1987)
- Carl Graves - billentyűk, szintetizátor, vokál (1988-1991)
- Warren Fitzgerald - gitár (1994-1995)
- Doug Lacy - ütős hangszerek, harsona, hegedű (1994-1995)
- Marc Mann - billentyűk (1994-1995)

## Diszkográfia
- Only a Lad (1981)
- Nothing to Fear (1982)
- Good for Your Soul (1983)
- Dead Man's Party (1985)
- Boi-Ngo (1987)
- Boingo Alive (1988)
- Dark at the End of the Tunnel (1990)
- Boingo (1994)